# Едді Кальво
Едді База Кальво (англ. Edward Baza Calvo; нар. 29 серпня 1961, Тамунінг) — гуамський політик, член Республіканської партії. Губернатор Гуаму з 2011 до 2019 року.
Його батько Пол Мак-Дональд Кальво був губернатором Гуаму з 1979 до 1983. Едді Кальво вивчав ділове адміністрування в Університеті Нотр-Дам-де-Намюр в Каліфорнії, а потім був бізнесменом.